# Cornus sericea
Cornus sericea, es una especie de arbusto perteneciente a la familia Cornaceae. Es originario del norte y oeste de Norteamérica, desde Alaska al este hasta Newfoundland, al sur hasta Durango y Nuevo León, en el oeste a Illinois y Virginia en el este, donde crece comúnmente en áreas de suelo húmedo, como los humedales. 

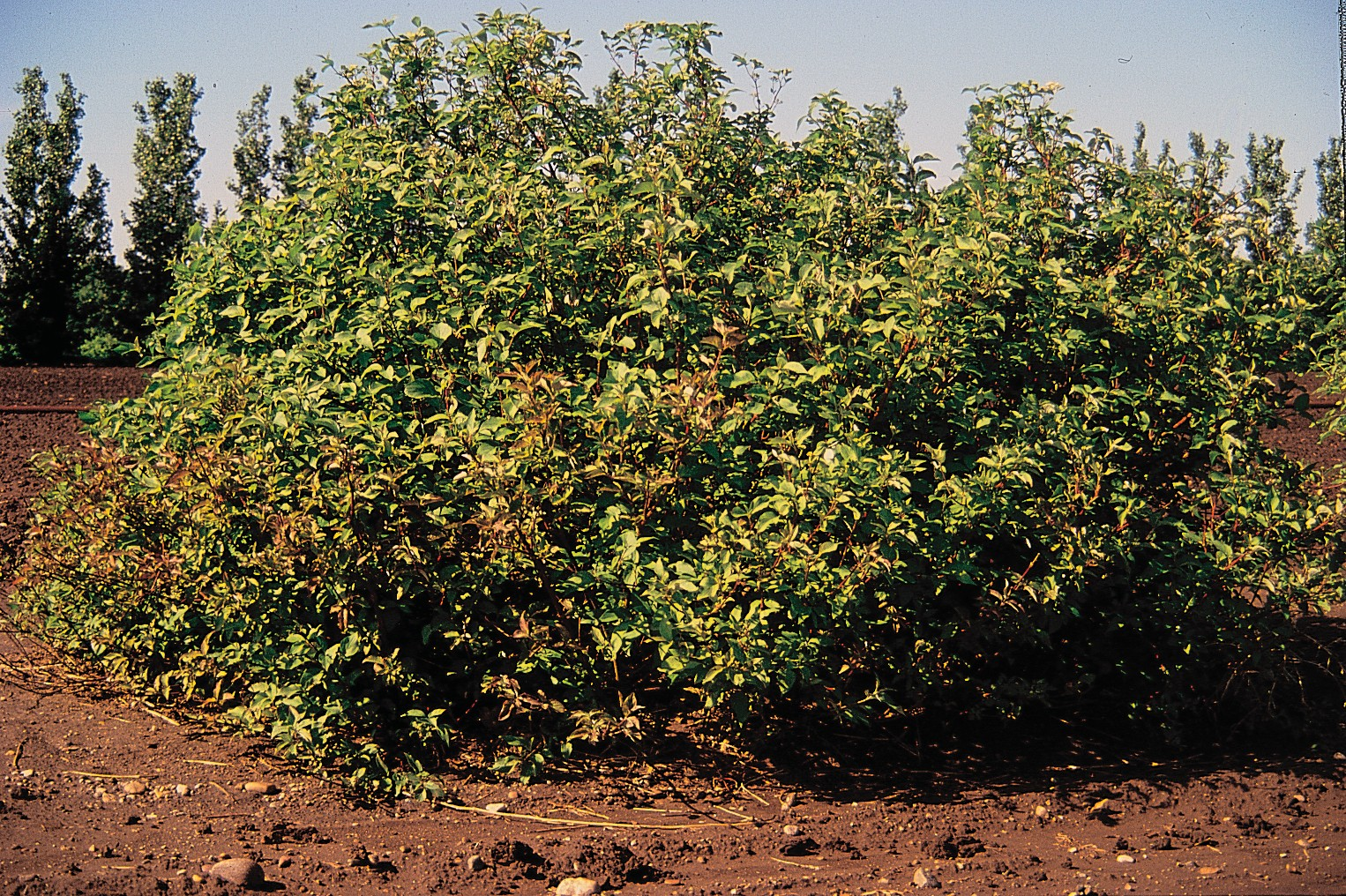
Arbusto en su hábitat

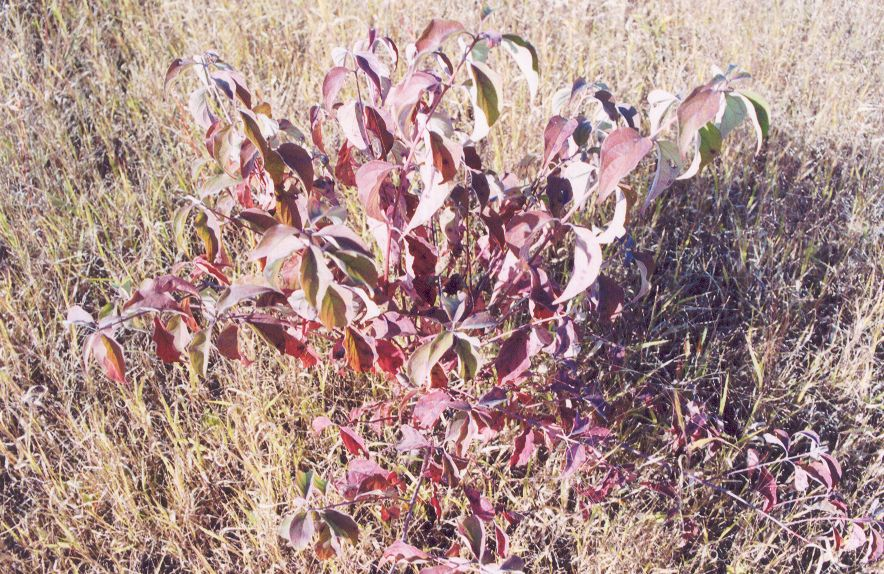
Color de otoño

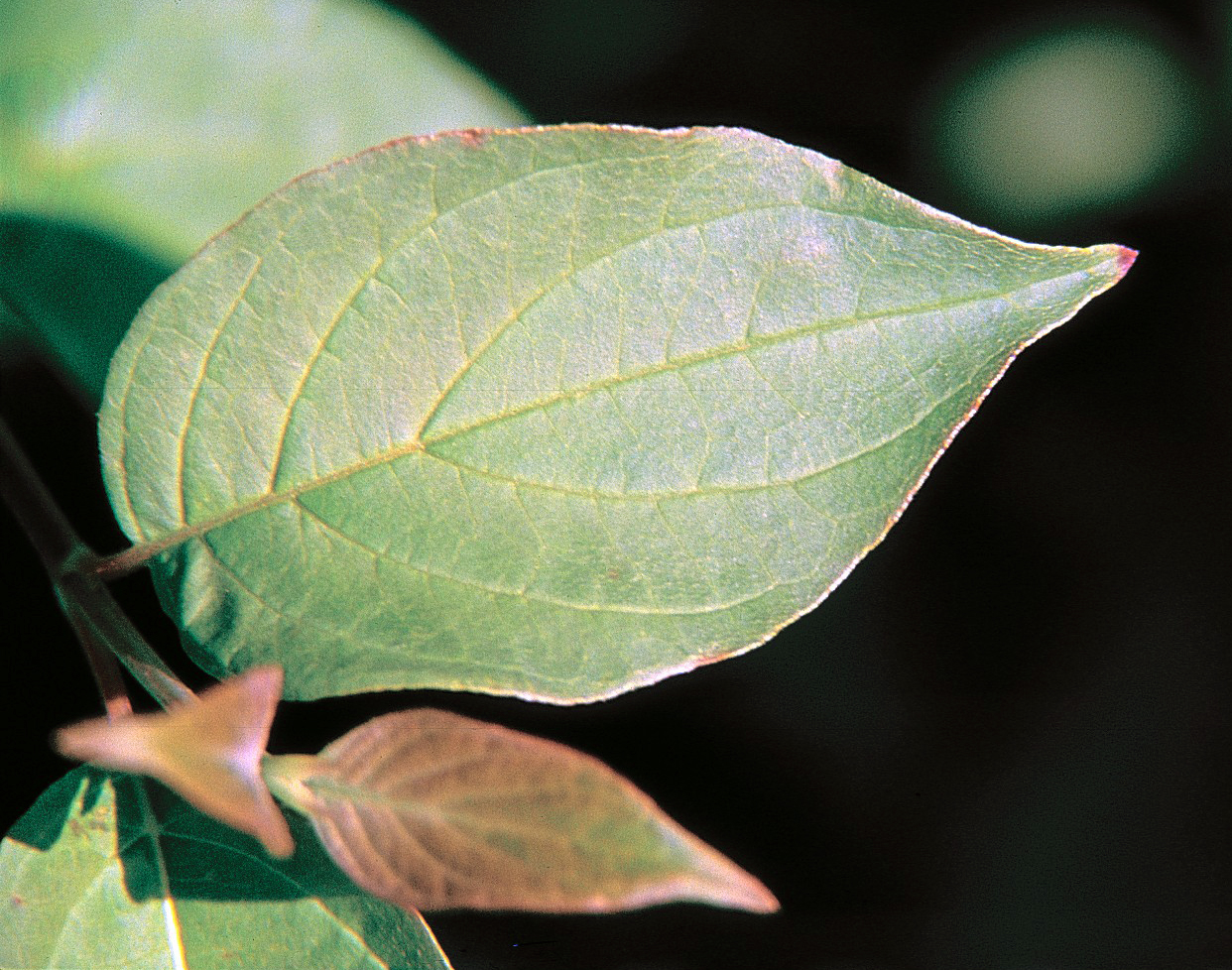
Hojas

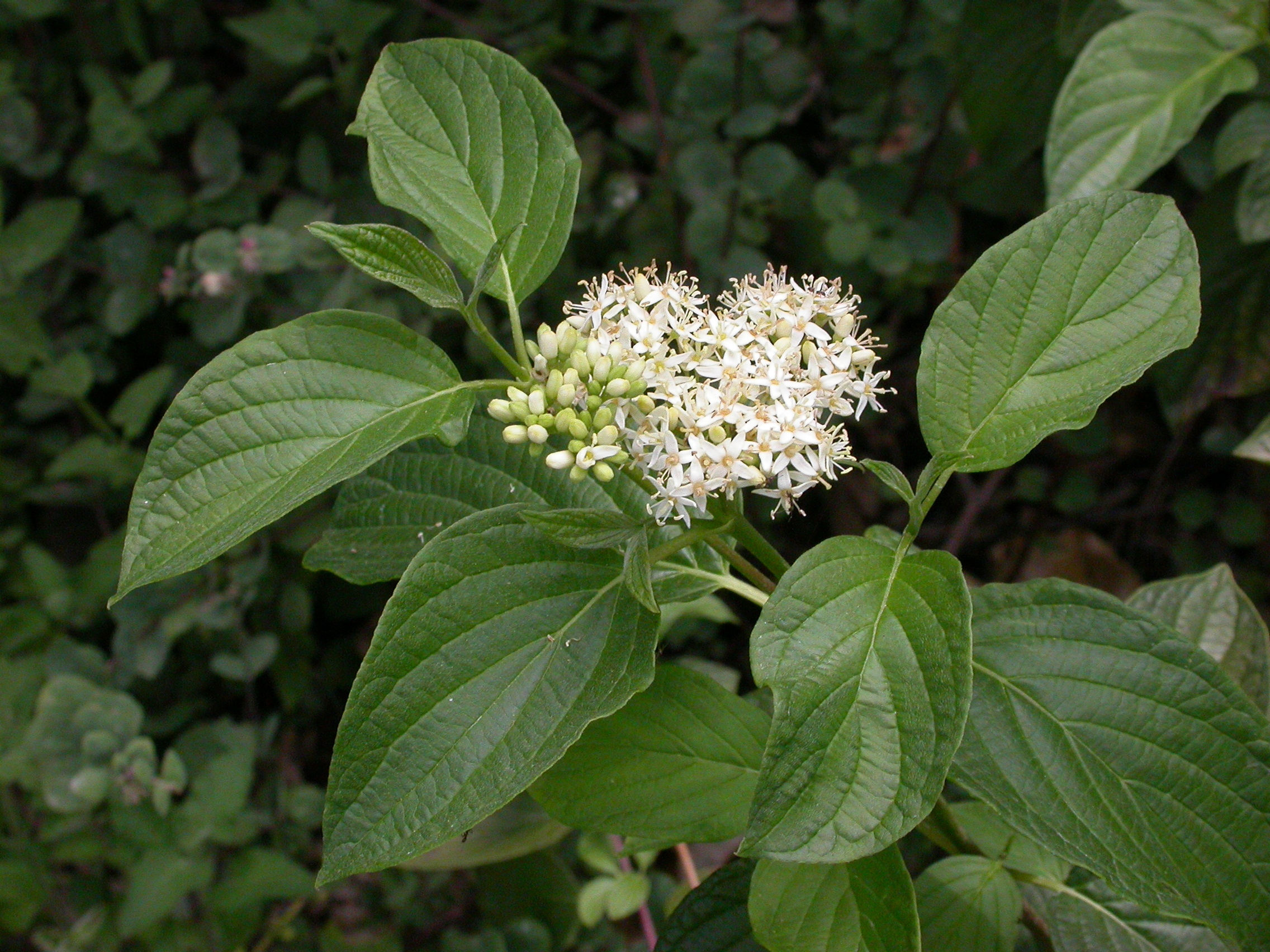
Hojas e inflorescencia

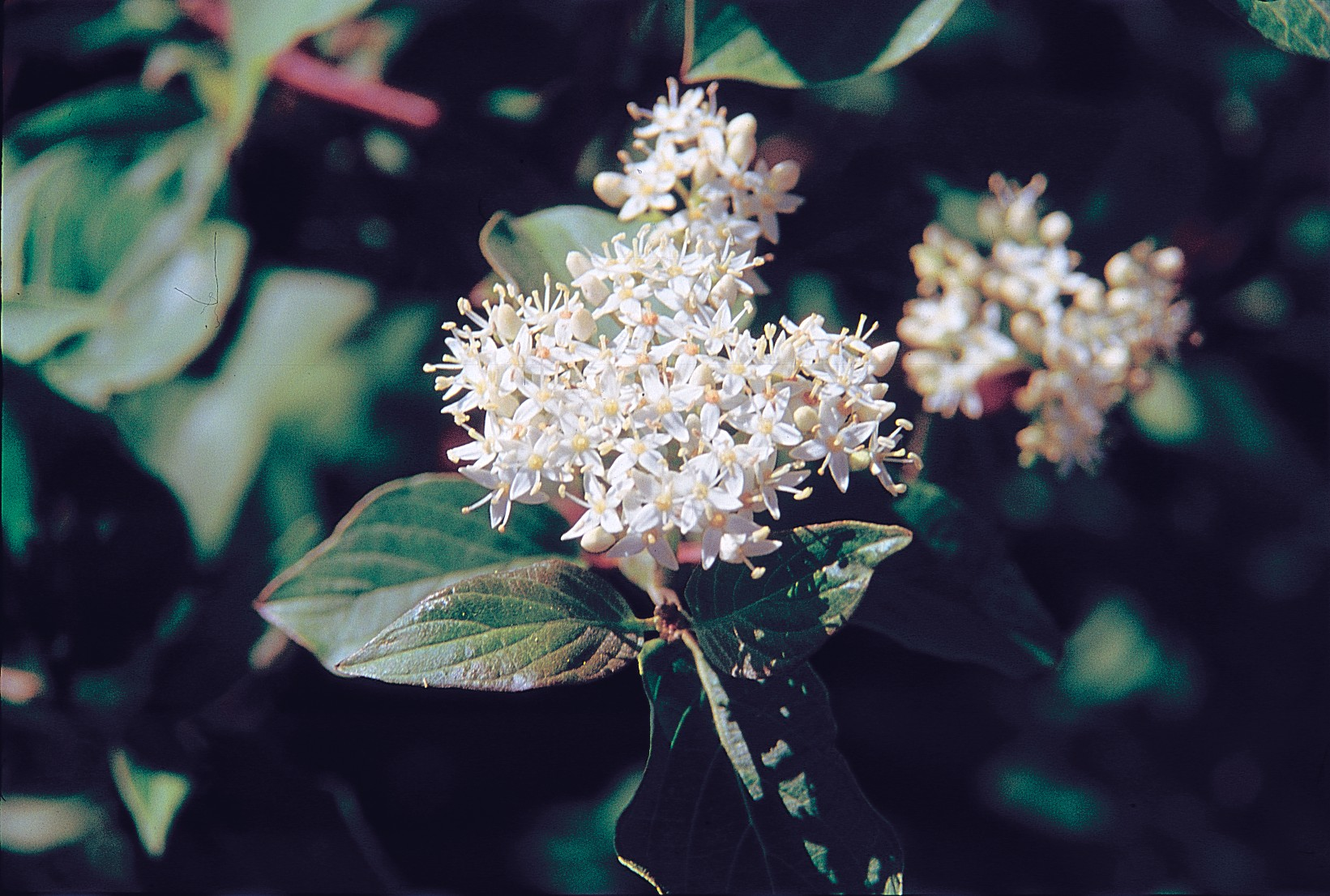
Detalle de las flores

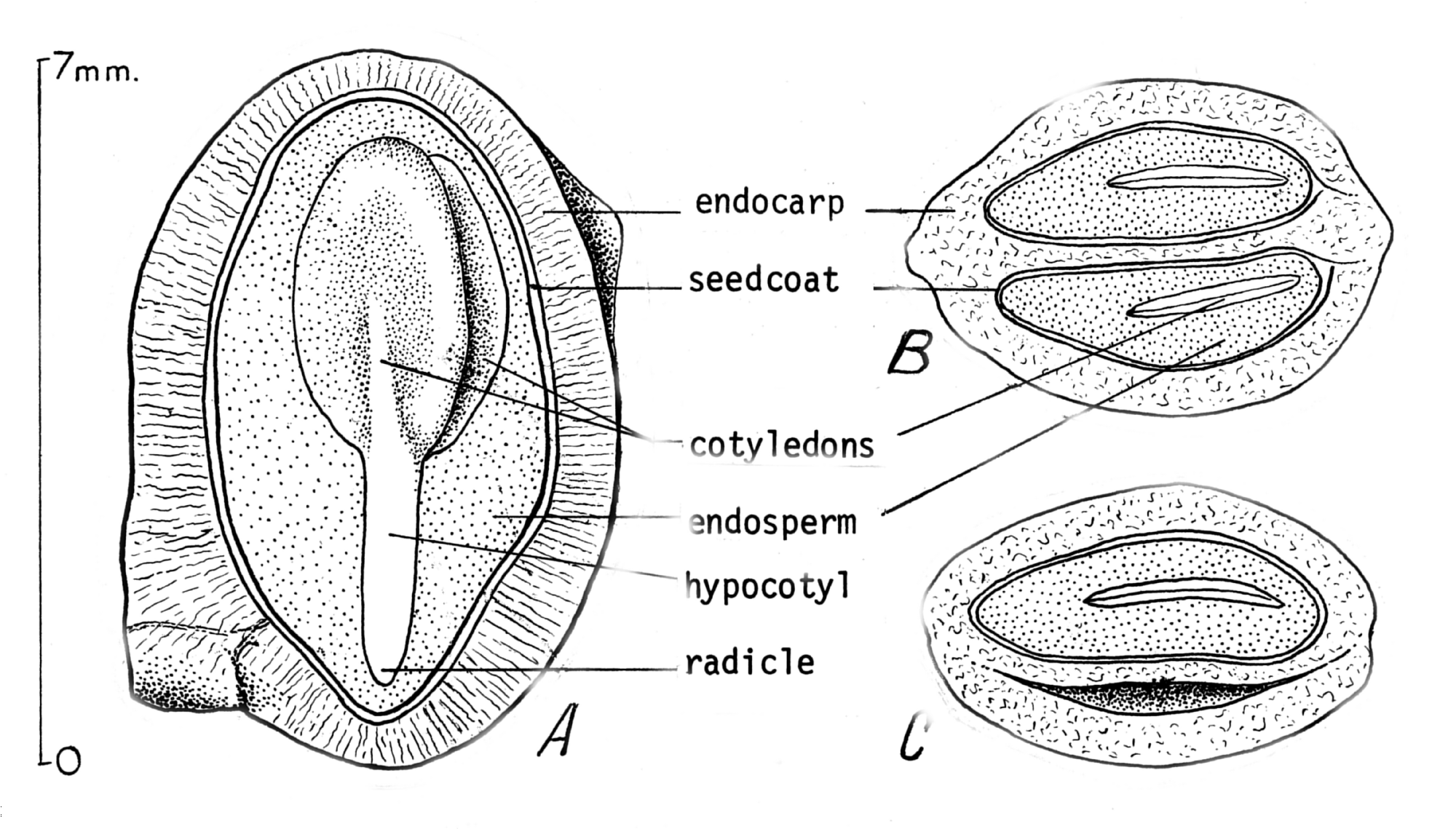
Semillas

## Descripción
Es un arbusto de tamaño medio a alto caducifolio que crece hasta un tamaño de 1.5-4 m de altura y 5.3 m de ancho, extendiéndose rápidamente por medio de estolones para formar matorrales densos. Las ramas y las ramitas son de color rojo oscuro, aunque las plantas silvestres pueden carecer de esta coloración en las zonas sombreadas. Las hojas son opuestas, de 5-12 cm de largo y 2.5-6 cm, con una forma oblonga a ovada y el margen entero, son de color verde oscuro por encima y glaucas por debajo, el color rojo de otoño es comúnmente brillante a morado. Las flores son pequeñas (diámetro 5-10 mm), de color blanco opaco, en racimos de 3-6 cm de diámetro. El fruto es una baya globosa de color blanco de 5-9 mm de diámetro.

## Cultivo
Cornus sericea es un arbusto ornamental popular que con frecuencia se plantan por la coloración roja de sus ramas en el período de latencia. El cultivar 'Flaviramea' se ha ganado el Premio al Mérito Garden de la Royal Horticultural Society.

## Plagas
Al igual que la mayoría de las especies nativas de América del Norte, C. sericea puede ser parasitada por la mosca de sierra cornejo, posiblemente dejando a gran parte de la planta desprovista de hojas. Una gran variedad de plaguicidas son efectivos, sin embargo, la recolección manual de las larvas es también una opción.

## Usos
C. sericea se utiliza con frecuencia para protección contra la erosión y restauración de vías en los Estados Unidos y Canadá. Su sistema de raíces ofrece excelente retención del suelo, es resistente y ofrece un atractivo arbusto incluso cuando está desnudo en invierno, y su capacidad de reproducirse por esquejes hace que sea una solución de bajo costo para las plantaciones a gran escala.
Algunas tribus indias del Noroeste comían las bayas para tratar los resfriados y sangrado lento.

Conocido como cansasa en Lakota, la corteza interior también fue utilizada por los lakotas y otros nativos americanos como "tabaco tradicional", ya sea por sí mismo o en una mezcla con otros materiales vegetales. Entre los Pueblos Algonquinos, como los Ojibwe, la mezcla de fumar, conocida como kinnikinnick, era la corteza interna mezclada con tabaco, mientras que las tribus occidentales le añadían la hoja de gayuba para mejorar el sabor.
El Ojibwe utilizaban la corteza interior como colorante, mezclándola con otras plantas o minerales.

## Taxonomía
Cornus sericea fue descrita por Carlos Linneo y publicado en Mantissa Plantarum 2: 199. 1771.
Subespecies
- Cornus sericea subsp. sericea - hojas peludas o finamente pubescentes; pétalos de las flores de 2–3 mm.
- Cornus sericea subsp. occidentalis (Torr. & A.Gray) Fosberg - oeste de Norte América. Hojas densamente pubescentes; pétalos de las flores de 3-4.5 mm.

Sinonimia
- Swida sericea (L.) Holub
- Thelycrania sericea (L.) Dandy[13][14]

subsp. occidentalis (Torr. & A.Gray) Fosberg
- Cornus alba var. occidentalis (Torr. & A.Gray) B.Boivin
- Cornus californica var. pubescens J.F.Macbr.
- Cornus circinnata Cham. & Schltdl.
- Cornus greenei J.M.Coult. & W.H.Evans
- Cornus occidentalis (Torr. & A.Gray) Coville
- Cornus pubescens Nutt.
- Cornus torreyi S.Watson
- Swida occidentalis (Torr. & A.Gray) Soják
- Swida pubescens Standl.
- Thelycrania pubescens (Standl.) Pojark.

subsp. sericea
- Cornus californica C.A.Mey.
- Cornus californica var. nevadensis Jeps.
- Cornus candissima Bisch.
- Cornus interior (Rydb.) N.Petersen
- Cornus nelsonii Rose
- Cornus pubescens Torr.
- Cornus purshii G.Don
- Cornus stolonifera Michx.
- Ossea interior (Rydb.) Lunell
- Svida baileyi (J.M. Coult. & W.H. Evans) Rydb.
- Svida californica (C.A. Mey.) Abrams
- Svida stolonifera (Michx.) Rydb.
- Swida alba subsp. stolonifera (Michx.) Tzvelev
- Swida baileyi (J.M.Coult. & W.H.Evans) Rydb.
- Swida californica (C.A.Mey.) Abrams
- Swida interior Rydb.
- Swida stolonifera (Michx.) Rydb.
- Swida stolonifera var. riparia Rydb.
- Thelycrania baileyi (J.M.Coult. & W.H.Evans) Pojark.
- Thelycrania californica (C.A.Mey.) Pojark.
- Thelycrania interior (Rydb.) Pojark.
- Thelycrania interna Pojark.
- Thelycrania stolonifera (Michx.) Pojark.[15]